# Абт, Кристиан
Кристиан Абт (нем. Christian Abt, 8 мая 1967, Кемптен, Германия) — немецкий автогонщик.

## Общая информация
Кристиан Абт родился 8 мая 1967 года в Кемптене, Германия, в семье гонщиков и автоторговцев. Его старший брат — Ганс-Юргенс Абт, управлял Abt Sportsline, фирмой, занимавшейся доводкой автомобилей Audi и Volkswagen, а также выступлениями в гонках на автомобилях этих марок.

## Карьера
Карьера Кристиана началась, как обычно, с картинга, откуда он перешёл в немецкую Формулу БМВ, которую выиграл в 1991 году. Уже в следующем году он выиграл немецкую Формулу-3.
В 1999 г. он победил в Немецком СуперТуринге, управляя частной (участие заводских команд с полноприводными автомобилями было запрещено) полноприводной Audi A4. Титул ему достался несколько недель спустя последней гонки на Нюрбургринге, в которой и Абт, и его главный соперник Уве Альцен сошли в ходе инцидентов с напарниками своими соперников, но было доказано, что напарник Альцена, Роланд Аш, выбил Кристиана намеренно.
В 2000 г. Абт перешёл в команду своего брата в возрожденной серии DTM. С приходом в серию концерна Ауди, он стал гонщиком заводской команды, управляемой по-прежнему его братом, но в 2007 г. он принял решение завершить карьеру в DTM, однако продолжил своё участие в автогонках в рамках уикенда ДТМ, но уже в Немецком Кубке Порше.
Кроме того, Кристиан принимал участие в гонках на выносливость, и дважды (1997 и 2003 гг.) финишировал вторым в 24 часа Нюрбургринга.